# Suworowo (gmina)
Suworowo (bułg. Община Суворово) – gmina w północno-wschodniej Bułgarii, w obwodzie Warna.

## Miejscowości
Miejscowości wchodzące w skład gminy Suworowo:
- Banowo (bułg.: Баново),
- Czernewo (bułg.: Чернево),
- Dryndar (bułg.: Дръндар),
- Izgrew (bułg.: Изгрев),
- Kalimanci (bułg.: Калиманци),
- Lewski (obwód Warna) (bułg.: Левски),
- Nikołaewka (bułg.: Николаевка),
- Proseczen (bułg.: Просечен),
- Suworowo (bułg.: Суворово) − siedziba gminy.